# Swijaszydzi

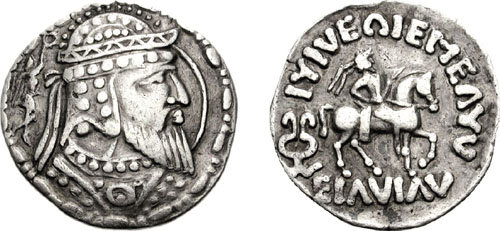
Artaw, pierwszy znany z imienia Swijaszyda.

Swijaszydzi – pierwsza dynastia władców Chorezmu.
O Swijaszydach jako pierwszej dynastii Chorezmu wspomina Al Biruni. Obecnie część historyków ma ją za legendarną. Kres jej panowaniu położył Afrig w 305 roku, założyciel dynastii Afrygidów. Władcami z tej dynastii są:
- Nieznany z imienia założyciel dynastii,
- Artaw – jego następca i budowniczy stolicy w Toprak-Kala,
- Arsamuch,
- Wazamar.